# Dinu Tănase
Dinu Tănase (n. 26 octombrie 1946, orașul Târgu Ocna, județul Bacău) este un regizor de film și scenarist român, iar la unele filme a fost producător și director de imagine.
Este directorul Festivalului Indie al producătorilor de film independenți (IPIFF —Independent Producers Indie Film Festival).

## Filmografie

### Regizor
- Concert din muzică de Bach (film TV, 1975)
- Trei zile și trei nopți (1976, debut regizoral)
- Doctorul Poenaru (1978)
- Mijlocaș la deschidere (1979)
- Întoarce-te și mai privește o dată (1981)
- La capătul liniei (1983)
- Emisia continuă (1984)
- Cântec în zori (1985)
- Condamnați la fericire (1992)
- Damen Tango (2003)
- Portrete în pădure (2014)
- Monseniorul Vladimir Ghika - schiță de portret european (2014)
- Frozen Ignat -Cine a ucis Crăciunul? (2017)

### Scenarist
- Concert din muzică de Bach (film TV, 1975)
- Doctorul Poenaru (1978)
- Damen Tango (2003)
- Portrete in Padure (2014)
- Frozen Ignat (2017)

### Director de imagine
- Frații (1971)
- Prea mic pentru un război atît de mare (1970)
- Apa ca un bivol negru (documentar, 1971) – în colaborare
- Întoarcerea lui Magellan (1974)
- Dincolo de nisipuri (1974)
- Ilustrate cu flori de cîmp (1975)
- Prin cenușa imperiului (1976)
- Trei zile și trei nopți (1976) – în colaborare cu Doru Mitran
- Urmărirea (1971)
- Rosen Emil (1993)
- In Zeichnen der Liebe (1996)
- Calatoria lui Gruber (2007)

### Producător
- Privește înainte cu mînie (1993)
- Timpul liber (1993)
- Crucea de piatră (1994) – împreună cu Mihai Cârciog
- În fiecare zi Dumnezeu ne sărută pe gură regia Sinișa Dragin (2001)